# 诺瓦拉女排俱乐部
诺瓦拉女排俱乐部（義大利語：Igor Gorgonzola Novara），是一間位於義大利諾瓦拉的女排俱樂部，成立於1984年，曾三次奪得義大利女排杯冠军，為現時世界頂尖的女子排球俱樂部之一。

## 歷史
2020－2021賽季
教練團及球员都再度進行了大換血。由於上賽季球員進行了大換血，實力有所下降導致诺瓦拉的成績並不理想。主教練巴布利尼由於家庭因素亦終止了與诺瓦拉還有兩年的合約，並前往與家鄉靠近的斯坎迪奇女排俱樂部擔任主教練。至於诺瓦拉的主教練一職，诺瓦拉便聘請了近年教職非常好的斯提凡諾·拉瓦里尼擔任。 拉瓦里尼是近年當紅的主教練，在上賽季他便帶領布斯托阿西齊奧女排俱樂部奪得常規賽第二名。成績比诺瓦拉更佳。
至於陣容方面，美國二傳手米夏·漢考克的表現甚佳，獲得續約。其他外緩則不獲續約。至於塞爾維亞副攻史蒂凡娜·維祖高域表現也理想，但其打算於本赛季生孕，亦會暫別诺瓦拉一年。
诺瓦拉便從布斯托阿西齊奧挖角了兩位新星美國副攻哈赫·華盛頓及比利時主攻布里特·赫伯斯加盟。在接應位置上諾瓦拉在上賽季因失去而簽約塞爾維亞老將约瓦娜·布拉科切维奇，但其進攻火力不足。而接應在球隊是擔當最強的進攻位置。最後諾瓦拉便開出更高的薪金聘請與巴超豪門米拿斯女排俱乐部即將簽約的波蘭重炮馬爾維納·斯馬澤克。
2022－2023賽季
由於上季成績不理想，诺瓦拉在上季的歐洲女排冠軍聯賽更是八強不入。所以陣容進行了大換血。外緩只有一開始簽約兩年的土耳其埃布拉尔·卡拉库尔特留任，荷蘭妮卡·達爾德羅普、美國哈赫·華盛頓及米夏·漢考克、比利時布里特·赫伯斯、巴西羅薩馬利亞·蒙蒂貝勒均會離開。二傳位置上诺瓦拉引進了同樣來自美國的奧運最佳二傳手喬丁·波爾特，而主攻上則購買了古巴肯尼婭·卡爾卡塞斯及美國麥堅時·亞當斯。最後還引進了本土副攻安娜·達尼西增強副攻線。
2023－2024賽季
由於上季成績不理想，诺瓦拉在本賽季更是一項歐洲賽事都沒有參賽資格。陣容再次進行了大換血。外緩土耳其接應二傳埃布拉尔·卡拉库尔特、古巴主攻肯尼婭·卡爾卡塞斯及美國主攻麥堅時·亞當斯均會離開。接應二傳引進俄羅斯超新星薇塔·阿基莫娃，另外也引進同樣來自俄羅斯的主攻阿納斯塔西婭·卡普拉洛娃。而荷蘭主攻安妮·布伊斯及匈牙利格雷塔·薩克馬利均在新陣容名單。
主教練斯提凡諾·拉瓦里尼亦終止了與诺瓦拉剛簽的合約，並前往土耳其的費內巴切女排俱樂部擔任主教練。至於诺瓦拉的主教練一職，诺瓦拉便聘請了皮亚琴察男排俱樂部洛伦佐·贝尔纳迪擔任。

## 球隊名單
球員名單 - 2024/2025賽季
| 球衣號                                             | 球员                | 生日          | 身高 (m) | 位置     |
| -------------------------------------------------- | ------------------- | ------------- | -------- | -------- |
| 1                                                  | 石川真佑            | 2000年5月14日 | 1.73     | 主攻     |
| 4                                                  | 法蘭西絲卡·博西奧   | 1997年8月7日  | 1.79     | 二傳     |
| 5                                                  | 瓦倫蒂娜·巴爾托盧奇 | 2003年5月20日 | 1.81     | 二傳     |
| 6                                                  | 茱莉婭·德·納爾迪    | 1994年4月23日 | 1.71     | 自由人   |
| 8                                                  | 伊萊奧諾拉·費爾西諾 | 2000年1月24日 | 1.68     | 自由人   |
| 9                                                  | 琳娜·阿斯麥耶       | 2000年6月29日 | 1.89     | 主攻     |
| 10                                                 | 泰勒·米姆斯         | 1997年2月10日 | 1.90     | 接應二傳 |
| 12                                                 | 漢娜·奧爾特曼       | 1998年10月3日 | 1.88     | 主攻     |
| 13                                                 | 薩拉·博尼法西奧     | 1996年7月3日  | 1.86     | 副攻     |
| 14                                                 | 馬婭·阿列克西奇     | 1997年6月6日  | 1.94     | 副攻     |
| 17                                                 | 塔蒂亞娜·托洛克     | 2003年3月21日 | 1.92     | 主攻     |
| 19                                                 | 費德麗卡·斯奎爾西尼 | 2000年9月24日 | 1.83     | 副攻     |
| 21                                                 | 薇塔·阿基莫娃       | 2002年7月16日 | 1.97     | 接應二傳 |
| 總教練： 洛伦佐·贝尔纳迪 助理教練： Davide Baraldi |                     |               |          |          |

## 知名球员
- 金伯利·希爾（2014－2015）
- 史蒂凡娜·維祖高域（2018－2020）
- 勞倫·卡里尼（2018－2019）
- 蜜雪兒·巴特-赫克利（2018－2019）
- 梅根·寇特妮（2019－2020）
- 埃莉察·瓦西列娃（2019－2020）
- 约瓦娜·布拉科切维奇（2019－2020）
- 馬爾維納·斯馬澤克（2020－2021）
- 哈赫·華盛頓（2020－2022）
- 布里特·赫伯斯（2020－2022）
- 妮卡·達爾德羅普（2020－2022）
- 埃布拉尔·卡拉库尔特（2021－2023）
- 羅薩馬利亞·蒙蒂貝勒（2021－2022）
- 喬丁·波爾特（2022－2023）
- 麥堅時·亞當斯（2022－2023）
- 肯尼婭·卡爾卡塞斯（2022－2023）
- 漢娜·奧爾特曼（2023－2024）
- 薇塔·阿基莫娃（2023－）
- 安妮·布伊斯（2023－2024）
- 石川真佑（2024－）
- 塔蒂亞娜·卡多奇金娜（2024－）
- 琳娜·阿斯麥耶（2024－）
- 馬婭·阿列克西奇（2024－）

## 歷任主教練
| 姓名              | 在任期間   |
| ----------------- | ---------- |
| 佩杜拉·卢西亚诺   | 2012－2016 |
| 費諾格里奧        | 2016－2017 |
| 馬西莫·巴波利尼   | 2017－2020 |
| 斯提凡诺·拉瓦里尼 | 2020－2023 |
| 洛伦佐·贝尔纳迪   | 2023－     |

## 主要成绩

### 国际赛事
- 歐洲冠军联赛
  -  冠军（1）：2019

- CEV女排盃
  -  冠军（1）：2025

- 欧洲女排挑战杯
  -  冠军（1）：2003、2024

### 国内赛事
- 義大利女子甲組排球联赛
  -  冠军（1）：2017

- 意大利女排杯
  -  冠军（3）：2015、2018、2019

- 意大利女排超级杯
  -  冠军（1）：2017